# Herrschaft Hanau
Herrschaft Hanau ist das Vorgänger-Territorium der Grafschaft Hanau.

## Erste Erwähnungen
In Urkunden des Mainzer Erzbischofs tauchen seit 1122 mehrere „Grafen“ als Zeugen auf, die sich nach einer Burg von Buchen nennen. Zunächst ein Dammo von Buchen, später auch sein Bruder Siegebodo von Buchen. Dammo ist in den nächsten 13 Jahren sechsmal als Zeuge Mainzer Urkunden überliefert, sein Bruder innerhalb eines Jahres sogar dreimal.
Die Wasserburg Hanau der Herren von Buchen, auf einer Insel in der Kinzig gelegen, wird erstmals 1143 erwähnt, als Dammo von „Hagenowe“ (Hanau) in einer Urkunde als Zeuge genannt wird. Im nächsten Jahr nennt er sich wieder Dammo von Buchen und hat seinen Sohn Arnold dabei. Bis zum Jahr 1145 erscheint er noch 11 weitere Male als Dammo von Hanau. Arnold nennt sich noch einmal Arnold von Buchen, danach erscheint er 17 Jahre lang (21 mal) als Arnold von Hanau.

## Familie von Hanau
Ab 1166/68 ist für Hanau urkundlich eine Adelsfamilie nachgewiesen, die sich zunächst nach ihrer Stammburg Dorfelden, ab 1191 nach der Burg Hanau benennt. Die Verwandtschaft zu den Familien von Buchen und von Dorfelden ist nicht restlos geklärt. Die neuen Herren von Hanau erweitern ihr Herrschaftsgebiet in der Folgezeit durch zwei Erbschaften erheblich. Mit dem Tod von Ulrich II. von Hagen-Münzenberg erlosch dessen Geschlecht im Jahre 1255 im Mannesstamm. Das Erbe fiel an dessen Töchter und deren Familien. Eine davon, Adelheid von Münzenberg, war mit Reinhard I. von Hanau verheiratet. Die zweite Erbschaft erfolgte 1290 aus dem Besitz der Grafen von Rieneck, aus deren Familie die Frau von Ulrich I. von Hanau, Elisabeth von Rieneck-Rothefels, stammte. Damit kommt das Amt Steinau und andere Gebiete des oberen Kinzigtals an die Herrschaft Hanau. 1277 erwirbt Ulrich I. von Hanau den Bulauwald, „die Bulau“ vom Erzbistum Mainz.

## Bedeutung im Reich
König Albrecht I. ernennt Ulrich I. von Hanau und seine Nachfolger im Jahr 1300 zu Landvögten in der Wetterau. Schon unter Ulrich III. von Hanau (1346–1369) verlieren die Hanauer das Amt aber wieder. Am 2. Februar 1303 verleiht König Albrecht Markt- und Stadtrecht entsprechend dem Recht der Stadt Frankfurt an Hanau. Im Schutz der Hanauer Wasserburg war im Laufe der Zeit eine Siedlung entstanden.

## Territorialer Ausbau
1320 verpfändet Ludwig der Bayer den Bornheimerberg an Ulrich II. von Hanau. Die Orte Bergen, Bischofsheim, Bockenheim, Eckenheim, Enkheim, Eschersheim, Fechenheim, Ginnheim, Gronau, Massenheim, Praunheim, Preungesheim, Seckbach und Vilbel werden hanauische Dörfer. 1434 wandelte Kaiser Sigismund diese Pfandschaft in ein Lehen.
Bis 1377 erhält Hanau aus Rienecker Erbe Amt und Kloster Schlüchtern sowie Brandenstein, Schwarzenfels, Bieber und Lohrhaupten. Die Herrschaft erhält damit zwei zusammenhängende Gebiete am Nord- und Ostrand des Spessarts.

## Spätmittelalter
In den Pestmassakern des Jahres 1349 wird auch die erste jüdische Gemeinde in der Stadt Hanau vernichtet. Andererseits verleiht König Karl IV. 1351 Ulrich III. von Hanau das Judenregal.
Nach mehreren Vorläufern gibt sich das Haus Hanau 1375 ein Primogeniturstatut, eines der ältesten in Deutschland. Es soll sicherstellen, dass die Herrschaft Hanau insgesamt immer nur an einen Erben des regierenden Herren von Hanau, den ältesten Sohn, vererbt und damit ungeteilt erhalten wird.
Im Jahre 1389 führt Ulrich V. von Hanau im Auftrag Ruprechts I. von der Pfalz gegen die Reichsstadt Frankfurt eine Fehde.

## Erhebung in den Grafenstand
Kaiser Sigismund erhebt 1429 Reinhard II. von Hanau durch eine in Pressburg ausgestellte Urkunde in den Reichsgrafenstand. Ab diesem Zeitpunkt spricht man von einer „Grafschaft Hanau“. In der Literatur wird der Begriff „Grafschaft Hanau“ jedoch manchmal auch für die Zeiten verwandt, in denen es zutreffender Weise eigentlich noch „Herrschaft Hanau“ heißen müsste.